# Der Protektor
Der Protektor (Originaltitel: englisch The Protector, chinesisch 威龍猛探 / 威龙猛探, Pinyin Wēilóng měngtàn, Jyutping Wai1lung4 maang5taam3) ist ein 1985 in Hongkong und den USA gedrehter Martial-Arts- und Actionfilm, inszeniert in der amerikanischen Fassung vom Regisseur James Glickenhaus.

## Handlung
Der New Yorker Polizist Billy Wong rächt eiskalt und mittels Kampfkunst und großem Waffeneinsatz einen bei Bandenkriegen getöteten Kollegen. Daraufhin wird er degradiert und als Bewacher einer Modenschau abgestellt. Die beschauliche Ruhe währt jedoch nicht lange, da die Modedesignerin entführt wird. Es zeigt sich, dass ihr Vater, ein vorgeblich seriöser Geschäftsmann, Kopf einer internationalen Drogenbande ist und die Entführer sich nach Hongkong abgesetzt haben.
Zusammen mit seinem Kollegen Danny Garoni macht sich Wong nun an die Verfolgung und kämpft in Hongkong gegen das Drogenkartell und die Behörden, wobei ganze Firmengebäude in die Luft fliegen. Letztlich kommt es zum blutigen aber für den Protagonisten glücklichen Showdown.

## Kritik
"Kein Polizeifilm. Kein Karatefilm. Eher ein zeitgemäßer Ritterfilm. Glickenhaus benutzt das Kino als modernes Jahrmarktsvergnügen. Bei ihm ist gefragt, was für Effekte sorgt. Deshalb zeigt er auch die Gewalt so grell wie möglich. Die Genres, die er dabei wählt, benutzt er dabei als Schablone, um seine Hardcore-Action zu choreografieren. Glickenhaus erzählt nicht, er summiert Höhepunkte." (Die Zeit)